# Макрокаверни
Макрокаве́рни — каверни в гірських породах, звичайно карбонатних, розмірами від 1—2 мм до 2—3 см і більше, різної форми, із стінками, викладеними кристаликами кальциту.
Разом з іншими порожнинами в гірській кавернозній нафтогазонасиченій породі створюють корисну ємність і служать каналами фільтрації.